# Elsa Molè
Elsa Molè (Milano, 24 febbraio 1912 – Roma, 23 ottobre 2006) è stata una politica italiana, eletta nella I legislatura della Repubblica Italiana alla Camera dei deputati.

## Biografia
Figlia del politico Enrico Molè e della cantante lirica greca Josephine Calleja, si laurea in giurisprudenza. Nel 1945 pubblica il volume di poesia "Strade al sole".
Viene candidata nelle file del Fronte Democratico Popolare alle elezioni politiche del 1948 in quota socialista: inizialmente non risulta, ma diventa deputata della I legislatura il 4 giugno 1952 dopo le dimissioni di Giovanni Bruno. Conclude il proprio mandato parlamentare nel giugno 1953.
Muore a Roma nell'ottobre 2006 all'età di 94 anni.